# Aeroportul Chandigarh
Aeroportul Chandigarh (IATA: IXC, ICAO: VICG) este un aeroport din Chandigarh, Teritoriul Unional Chandigarh, India ce deservește zona Chandigarh. Aeroportul a fost tranzitat în decembrie 2022 de 316.228 de pasageri. A fost numit după zona deservită.
Situat la o altitudine de 314 m, aeroportul dispune de o singură pistă. Este operat de Indian Air Force⁠(d).